# Dock5
Dock5‏ (Dedicator of cytokinesis 5) هوَ بروتين يُشَفر بواسطة جين Dock5 في الإنسان.